# Cinnamoroll
Cinnamoroll est un personnage de Sanrio, le studio qui a créé Hello Kitty. Il est né le 6 mars 2002 et a été introduit en 2007.

## Synopsis
Un jour tandis que la propriétaire du Café Cinnamon admirait le ciel, un chien blanc mignon est venu flottant ressemblant à un petit nuage pelucheux. Ce petit chien curieux a vraiment pris un éclat au propriétaire du café et la propriétaire le trouvait tellement adorable qu’elle l’adopta. Et puisque sa queue était dodue et courbée vers le haut comme une pâtisserie à la cannelle, elle a décidé de l'appeler Cinnamoroll. Cinnamoroll devient immédiatement populaire auprès des clients du café, et est bientôt devenu la mascotte officielle du Café Cinnamon. Maintenant, quand il ne fait pas une sieste sur la terrasse du café.
- 2004 : Cinnamon: Yume no Daibōken sur Game Boy Advance
- 2005 : Cinnamoroll FuwaFuwa Daibōken sur Game Boy Advance
- 2006 : Style Book: Cinnamoroll sur Nintendo DS
- 2006 : Cinnamoroll: Ohanashi shiyo! - Kira Kira DE Kore Cafe sur Nintendo DS
- 2007 : Cinnamon Ball: Kurukuru Sweets Paradise sur Nintendo DS
- 2011 : Chara Pasha! Cinnamon Roll sir DSiWare
- 2016 :  Shin Minna no Nurie Cinnamonroll sur Nintendo 3DS